# Fossli Park
Fossli Park är en park i Kanada.   Den ligger i provinsen British Columbia, i den sydvästra delen av landet, 3 700 km väster om huvudstaden Ottawa. Fossli Park ligger 58 meter över havet. Den ligger vid sjön Sproat Lake.
Terrängen runt Fossli Park är varierad. Närmaste större samhälle är Port Alberni, 10,9 km öster om Fossli Park.
I omgivningarna runt Fossli Park växer i huvudsak barrskog. Runt Fossli Park är det mycket glesbefolkat, med 3 invånare per kvadratkilometer.